# Торнбю (муніципалітет)
Торнбю (дан. Tårnby) — муніципалітет у регіоні Столичний регіон королівства Данія. Площа — 66 квадратних кілометрів. Адміністративний центр муніципалітету — місто Торнбю.

## Населення
У 2012 році населення муніципалітету становило 41 151 особу.